# Hans-Heinz Dräger
Hans-Heinz Dräger (ur. 6 grudnia 1909 w Stralsundzie, zm. 9 listopada 1968 w Austin w stanie Teksas) – niemiecki muzykolog.

## Życiorys
Studiował na Uniwersytecie Berlińskim, gdzie jego wykładowcami byli Friedrich Blume, Curt Sachs, Arnold Schering, Georg Schünemann i Erich Moritz von Hornbostel. W 1937 roku uzyskał tytuł doktora na podstawie dysertacji Die Entwicklung des Streichbogens und seine Anwendung in Europa (wyd. Kassel 1937). Habilitował się na Uniwersytecie Kilońskim w 1946 roku na podstawie pracy Prinzip einer Systematik der Musikinstrumente (wyd. Kassel 1948). Pracował w Berlinie w Staatliches Institut für Musikforschung (1937–1938) i w Musikinstrumenten-Museum (1938–1939). Wykładał muzykologię na uniwersytecie w Greifswaldzie (1947–1949), uniwersytecie w Rostocku (1948–1949), Uniwersytecie Humboldtów w Berlinie Wschodnim (1949–1953) i Freie Universität w Berlinie Zachodnim (1953–1961). W 1955 roku wykładał gościnnie na Stanford University. W 1961 roku osiadł na stałe w Stanach Zjednoczonych, w 1966 roku otrzymał obywatelstwo amerykańskie. Od 1961 do 1966 roku był wykładowcą University of Texas w Austin.